# Mona Simpson (Simpsons)
Mona Simpson, född Penelope Olsen (röst av Glenn Close, Maggie Roswell och Tress MacNeille) är en rollfigur i den animerade tv-serien Simpsons.

## Biografi
Då hon var åtta år började hon läsa avancerade böcker och har intresse för musik och kan spela gitarr. Hon träffade Abraham Simpson samtidigt som hon dejtade en livvakt, och hon blev senare mor till Homer Simpson. Efter att hon sett Joe Namath under Super Bowl III öppnade sig en värld av revolt och förändring för henne och hon blev en hippie. Hon och hennes hippievänner förstörde med hjälp av gas Charles Montgomery Burns bakterieodling på Germ Warfare Laboratory och blev efterlysta över hela landet. Gasutsläppet resulterade i att skolans säkerhetsvakt Clancy Wiggums astma försvann.
Under sin landsflykt tillbringade hon en lång tid på Groovy Grove Natural Farm och blev vän med Seth och Munchie. Där finns idag en avbildning av sonen Homer som hon gjort. Hon jobbade även som skolpolis, folklivsforskare, läshjälp för blinda, hörhjälp för döva och nåhjälp för korta.
Tillsammans med sina hippievänner gömde hon sig under olika alter egon, Mona Stevens, Martha Stewart, Muddy Mae Suggins och Anita Bonghit. För att hålla kontakt med sin son skickade hon regelbundet paket till Homer Simpson, men paketen levererades aldrig. Efter att Homer fejkat sin egen död bestämde Mona sig för att delta i sonens begravning. Eftersom han inte avlidit träffades de. Mr Burns kontaktar FBI för att återta jakten på Mona efter att han känt igen henne på postkontoret. Med hjälp av ett anonymt tips från Clancy lyckas hon med hjälp av Homer fly från FBI. Ute på landsbygden lämnar hon Homer och återvänder till hippierörelsen.
En tid senare lämnade hon ett kryptisk meddelande i Springfield Shopper och träffade sonen Homer under bron på 4th Street, vid midnatt. Homer blev i början rädd för henne då han inte riktigt litade på henne. Mona, Homer och Bart besöker en Overpass diner där hon berättar för dem att hon bestämde sig för att kontakta Homer igen efter att hon hittade en makaronpennhållare som han gjort under sin barndom. Hon insåg då att hon saknade honom.
Under deras besök på Overpass diner  upptäcks de av Eddie och Lou som tillsammans med Clancy börjar jaga dem och lyckas gripa Mona. Juryn frigav henne för brottet på Germ Warfare Laboratory, Mr Burns gör då om laboratoriet till The Grandma Simpson Peace Museum and Kid-Teractive Learnatorium. Mona flyttar in till sin son och hans familj på 742 Evergreen Terrace som får ett till rum då Homer stjäl ett från grannen Ned Flanders. Under invigningsceremonin erkänner hon att hon skrivit under med falskt namn i gästböckerna i landets nationalparker vilket är ett brott och hon blir gripen. Homer bestämmer sig för att frita Mona från fängelsebussen, men han kastas av bussen strax innan den kraschar. En minnesbegravning anordnas då man antar att hon avlidit. För att bevisa för Homer att hon levde skrev hon ett nytt meddelande i Springfield Shopper, som Homer missade.
En tid senare bestämmer sig Mona åter för att kontakta Homer då staten letar efter henne. Homer säger till Mona att han inte gillar att hon försvinner hela tiden och vill inte förlåta henne. Mona försöker få Homers förlåtelse men misslyckas i början. På natten får Homer skuldkänslor och vill förlåta henne. Han upptäcker att hon avlidit under kvällen då hon satt framför en öppen brasa.
Hennes testamente spelades in på en dvd, hon gav barnbarnet Bart en schweizisk armékniv och Lisa sin rebelliska anda. Marge fick en väska vävd av hampa och Homer fick uppdraget att sprida ut hennes aska klockan 15 från toppen av berget på Springfields naturreservat. Hennes aska stoppade sedan Mr Burns från att avfyra en raket med atomavfall till Amazonas regnskog. Avsnittet där Mona Simpson avlider, Mona Leaves-a, gjordes till minne av Harry Shearers mamma och Dan Castellanetas mamma, avsnittet fick den då lägsta tittarsiffran i Simpsons historia och sågs av 6,02 miljoner människor i USA.

## Citat
"Why, you big...", då hon stryper Homer, som i sin tur stryper Bart.